# Ваш син і брат
«Ваш син і брат» — радянський художній фільм 1965 року, знятий Василем Шукшиним за своїм оповіданням з циклу «Сільські жителі». В основу фільму лягли оповідання «Стьопка», «Ігнаха приїхав», «Зміїна отрута».

## Сюжет
Рано прокидається алтайське село Сростки — батьківщина Шукшина. Він прекрасно знає, що відбувається на його вулицях і в його дворах. Хто з селян побіжить похмелитися, кого, що загуляв, дружина з поліном буде чекати, коли плоти попливуть по річці. Це пластичний вступ, цей жанровий заспів до фільму — пейзажні та побутові замальовки — оператор Валерій Гінзбург зніме в ключі поетичного документалізма. Роль одного з братів — Степана Воєводіна зіграв Леонід Куравльов. Він грає драматичну версію долі Пашки Колокольникова. Стихія не обтяженого саморефлексією природного почуття перш розглядалася як лірико-комічна, а тепер — як драматична, небезпечна. Сюжет першої новели фільму — втеча Степана з ув'язнення за два місяці до закінчення терміну і кілька годин, проведених ним в рідному домі. Жива, колоритна, чарівна масовка зібралася за столом у Воєводіних з нагоди «звільнення» сина: розмови, пісні, сміх. Не відразу помітили міліціонера, який прийшов арештовувати втікача. Було у старого Єрмолая Воєводіна ще троє синів. Старший давно поїхав в Москву, став цирковим борцем, легко пустив неглибокі коріння в пласт міської культури і прекрасно себе в ній відчуває, не помічаючи комізму свого становища, яке всіляко підкреслюють і Шукшин, і актор Олексій Ванін. Наймолодший подався за старшим в місто, на будівництво, за лімітом, але не прижився, нудиться. Тільки один син залишився вдома в селі, теслярує. Добрий богатир, мовчазний, лагідний, працьовитий. Його образ створений стримано, без зайвого психологізму. Зате йому підіграє природа, частиною якої виступає він сам, природна людина, і тепла атмосфера вдома, з якої виростають прості і сильні корені його натури. Поруч ще один член сім'ї — глухоніма дочка. Лише пластика та вираз очей, і світла усмішка — і актриса Театру міміки і жесту Марта Грахова скупими, здавалося б, засобами створює образ цілком щасливої людини. Їй добре серед своїх, у своїй родині, в своєму селі. Але якщо щось трапиться, вилетить з рідного гнізда — але ж і затоптати можуть чужі люди на чужій-то стороні. Так тривожно думає батько, турбуючись за свою Віру. Всеволод Санаєв стримано, з великою гідністю передає внутрішній драматизм образу. І ми бачимо, як руйнується, по суті, сім'я Воєводіних. І батько це відчуває, але не розуміє, що не місто у цьому винне, що просто закінчується старе село.

## У ролях
- Всеволод Санаєв —  батько, Єрмолай Воєводін
- Анастасія Філіппова —  мати
- Олексій Ванін —  Гнат
- Леонід Куравльов —  Степан
- Віктор Шахов —  Василь
- Леонід Реутов —  Максим
- Марта Грахова —  Віра
- Світлана Жгун —  Нюрка
- Вадим Захарченко —  лікар
- Микола Граббе —  Микола Іванович, дільничний міліціонер
- Олександра Дорохіна —  Саша
- Леонід Князєв —  Іван Єгоров, чоловік Клавдії
- Світлана Харитонова —  аптекар
- Клавдія Козльонкова —  медсестра в поліклініці  (немає в титрах)
- Володимир Смирнов —  селянин, гість Воєводіних  (немає в титрах)

## Знімальна група
- Автор сценарію і режисер-постановник: Василь Шукшин
- Оператор: Валерій Гінзбург
- Композитор: Павло Чекалов
- Художник: Ігор Бахметьєв